# Тиверіада
Тиверіа́да (Тверія, Табарія) (івр. טְבֶרְיָה T'βeriyah (audio)ⓘ, араб. طبرية, Ṭabariyyah, грец. Τιβεριάδα, лат. Tiberias) — місто в Ізраїлі, на південно-західному березі Тиверіадського озера, славиться гарячими джерелами. Сьогодні Тиверіада (Тверія) — це туристичний центр, де стародавні руїни — сусіди сучасних готелів та особняків.
Входить до числа чотирьох святих для євреїв міст: Єрушала́їм (Єрусалим), Хеврон, Тверія (Тиверіада) і Цфат (Сафед)

## Клімат
Місто знаходиться у зоні, котра характеризується середземноморським кліматом. Найтепліший місяць — серпень із середньою температурою 29.5 °C (85.1 °F). Найхолодніший місяць — січень, із середньою температурою 12.7 °С (54.8 °F).
| Клімат Тиверіади        | Клімат Тиверіади | Клімат Тиверіади | Клімат Тиверіади | Клімат Тиверіади | Клімат Тиверіади | Клімат Тиверіади | Клімат Тиверіади | Клімат Тиверіади | Клімат Тиверіади | Клімат Тиверіади | Клімат Тиверіади | Клімат Тиверіади | Клімат Тиверіади |
| Показник                | Січ.             | Лют.             | Бер.             | Квіт.            | Трав.            | Черв.            | Лип.             | Серп.            | Вер.             | Жовт.            | Лист.            | Груд.            | Рік              |
| Середній максимум, °C   | 17,2             | 18,5             | 21,9             | 27,1             | 31,5             | 34,6             | 36,1             | 36,3             | 34,6             | 30,4             | 24               | 18,8             | 27,6             |
| Середня температура, °C | 12,7             | 13,4             | 16               | 20,1             | 24               | 27,2             | 29,2             | 29,5             | 27,8             | 24,2             | 18,8             | 14,3             | 21,4             |
| Середній мінімум, °C    | 8,1              | 8,3              | 10,1             | 13,1             | 16,5             | 19,8             | 22,4             | 22,7             | 20,9             | 18,1             | 13,5             | 9,8              | 15,3             |
| Норма опадів, мм        | 93.3             | 69.4             | 55.6             | 29.7             | 5.2              | 0.1              | 0                | 0                | 0.6              | 16.7             | 49.6             | 86.8             | 407              |
| Днів з дощем            | 13,7             | 11,8             | 9,7              | 5,1              | 1,9              | 0,1              | 0                | 0                | 0,3              | 3,7              | 6,7              | 12,2             | 65,2             |
| ----------------------- | ---------------- | ---------------- | ---------------- | ---------------- | ---------------- | ---------------- | ---------------- | ---------------- | ---------------- | ---------------- | ---------------- | ---------------- | ---------------- |
| Джерело: Weatherbase    |                  |                  |                  |                  |                  |                  |                  |                  |                  |                  |                  |                  |                  |

## Історія

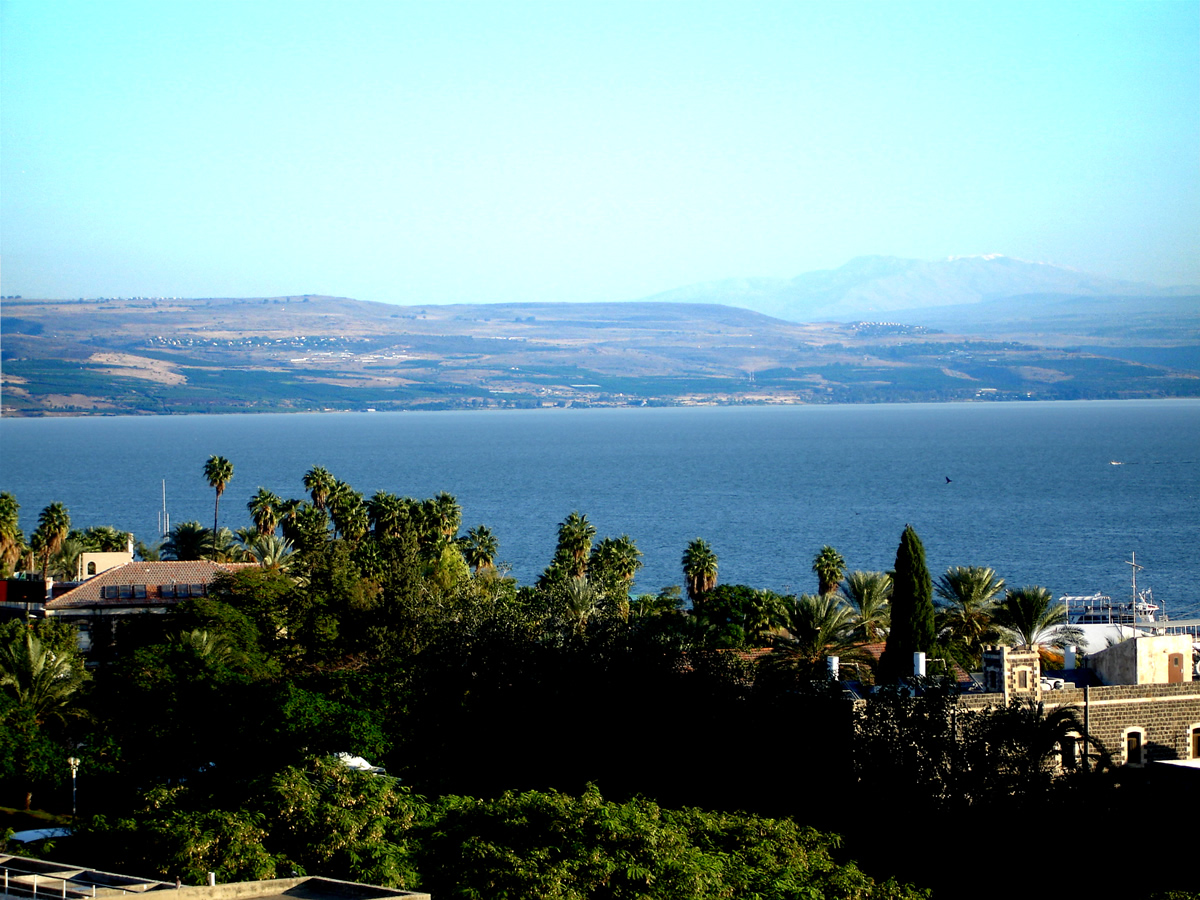
Вид з Тиверіади на Тиверіадське озеро. Засніжена вершина на задньому плані — гора Гермон.

За свідченням Йосипа Флавія, місто було засноване Іродом Антипою в 16 році н. е. й назване на честь римського імператора Тиберія. Поруч з заснованим містом у селищі Емаус були теплі джерела. Більшість мешканців — це були галілеяни. У давнину Тверія була одним із головних центрів єврейського вчення, тут протягом тривалого часу існувала знаменита рабинська академія. Після вигнання євреїв з Єрусалиму він став головним духовним центром країни. Згідно Талмуду тут мешкав патріарх Яків. Історично є в коліні Завулон.
Ірод Антипа зробив Тиверіаду своєю резиденцією, для чого побудував тут чудовий палац, храм, амфітеатр і оточив місто стіною. Була ще причина, чому правителі Галілеї любили жити тут: поблизу міста був цілющий гірський струмок. Оскільки навколишня місцевість була покрита старовинними гробницями, які при спорудженні будинків були розриті, євреї вважали місто нечистим, боялися селитися в ньому, і в перший час місто мало язичницький характер. Для євреїв Ірод побудував велику синагогу, в приміщенні якої двома поколіннями пізніше відбувалися бунтівні збори галілеян під час великої війни з Римом.
У Тиверіаду були перевезені разом з урядовою резиденцією архіви провінції; для гарнізону був побудований замок, у арсеналах якого зберігалася зброя для 70 000 чоловік. Протягом наступних 50 років Тиверіада була безперечною столицею Галілеї і, за винятком Кесарії, красивим містом Палестини. Нерон подарував її Агрипі Молодшому, який переніс столицю з Тиверіади в Сепфоріс (Циппорі).
Невідомо, чи бував у Тиверіаді Ісус, Євангеліє про це не згадує; безсумнівно тільки те, що Він був на околиці даного міста і озера. Сама ж Тиверіада згадується в Євангелії двічі (Ів. 6:1, 6:23).
Євреї Тверії не брали участь у повстанні 70 року н.е., після придушення якого більшість єврейського населення Іудейського Царства було знищено або вигнано. Після зруйнування Єрусалиму в 70 році й особливо після заснування на місці Єрусалиму Елії Капітоліни єрусалимські євреї у більшості переселяються в Галілею, населяють її міста і засновують там центр єврейства. В результаті Тверія перетворилася на єдине місто Римської імперії, більшість населення якого складали євреї. У Тиверіаді були побудовані 13 синагог. Тиверіадський синедріон стає для євреїв вищою інстанцією в релігійних справах; вища єврейська академія, перенесена з Єрусалиму, робиться центром єврейської вченості. У йешивах Тиверіади були зібрані ті постанови, які утворюють Мішну, головну частину Талмуду. У цю добу в Тверії була записана частина Єрусалимського Талмуду. А в самій Тверії та в окрузі жили єврейські мудреці того часу — танаїм і амораїм.

## Населення
Населення (чол.) 39,900

## Площа
Площа (дун.) 10,000 (10 km²)

## Відомі люди
- Аарон бен Мойсей бен Ашер (10 ст. — бл. 960) — єврейський книжник
- Менахем Голан (1929—2014) — ізраїльський продюсер, режисер і сценарист.
- Йорам Глобус (*1941) — ізраїльський продюсер.